# U.S. Route 89
La U.S. Route 89 o Ruta Federal 89 (abreviada US 89) es una autopista federal ubicada en el estado de Idaho. La autopista inicia en el sur desde la frontera con Utah hacia el norte en la frontera con Wyoming. La autopista tiene una longitud de 69 km (42.9 mi).

## Mantenimiento
Al igual que las carreteras estatales, las carreteras interestatales, y el resto de rutas federales, la U.S. Route 89 es administrada y mantenida por el Departamento de Transporte de Idaho por sus siglas en inglés ITD.

## Cruces
La U.S. Route 89 es atravesada principalmente por la US 30 .